# منتخب جورجيا لكرة الماء
منتخب جورجيا الوطني لكرة الماء هو المنتخب الذي يمثل جورجيا في منافسات كرة الماء للرجال، ويقوم إتحاد جورجيا للسباحة بإدارة شؤونه، يعتبر واحد من أفضل منتخبات كرة الماء في العالم حيث تمكن من الفوز ب4 ميداليات أولمبية وفاز مرتين ببطولة أوروبا ومرة واحدة ببطولة الفينا وأفضل إنجاز في كأس العالم هو حلوله في المركز الثالث بطولة 1982.